# Armand Renaud
Armand Renaud (29. července 1836 ve Versailles, Yvelines – 15. října 1895 v Paříži) byl francouzský básník.
Živil se jako administrativní úředník pařížské radnice. Tam byl krátce kolegou spisovatele Léona Valadeho. Později byl převeden do prefektury departementu Seine a vrcholem jeho kariéry bylo jmenování do funkce „Inspecteur des Beaux-Arts“ (inspektor výtvarných umění).
Přátelstvím se spisovatelem Stéphanem Mallarmé se dostal do kontaktu s parnasiany a dnes je brán jako člen tohoto literárního sdružení.
Celé jeho literární dílo odhaluje vliv klasické perské a japonské poezie. Mnoho jeho básní zhudebnil skladatel Camille Saint-Saëns.

## Dílo (výběr)
- Au bruit du canon. 1871
- Caprices de boudoir. 1864
- Drames du peuple. 1885
- La griffe rose. 1862
- L'héroïsme. 1873
- Idylles japonaises. 1880
- Nuits persanes. 1870
- Les poèmes de l'amour. 1860
- Recueil intime. 1881